# Changé, Sarthe

Changé este o comună în departamentul Sarthe, Franța. În 2009 avea o populație de 6,040 de locuitori.